# 吴冬梅
吴冬梅（1964年—），女，海南人，中华人民共和国外交官，曾任中华人民共和国驻宋卡总领事。

## 生平
吴冬梅毕业于中山大学。1986年，进入中华人民共和国外交部工作，曾在外交部香港澳门事务办公室、中英联合联络小组中方代表处、驻旧金山总领事馆、外交部领事司任职。2005年，任驻新加坡大使馆参赞兼总领事。2007年3月，任驻美国大使馆参赞兼总领事。2009年，任驻多伦多总领事馆副总领事。2016年12月，任驻意大利大使馆参赞。2021年11月，出任中华人民共和国驻宋卡总领事。2024年10月，自驻宋卡总领事离任。

## 家庭
已婚，有一女。